# 모가디슈 (영화)
《모가디슈》는 2021년 7월 28일에 개봉한 대한민국의 영화이다. 류승완 감독의 작품으로, 7월 21일 개봉하였다. 영화는 1991년 소말리아 내전 당시 대한민국과 북한 공관 직원들의 수도 모가디슈 탈출 실화를 모티브로 하여 제작되었다.
배우 김윤석(한신성 대사 역), 조인성(강대진 참사관 역), 허준호(림용수 대사 역), 구교환(태준기 참사관 역), 김소진(김명희 역), 정만식(공수철 서기관 역) 등이 출연하였다.
모가디슈는 2019년 10월 말부터 2020년 2월 중순, 약 4개월 여를 아프리카에서 촬영하였다. 모로코 에사우이라에서 대부분의 촬영이 진행되었으며, 대통령궁 씬은 카사블랑카에서 찍었다. 대한민국 영화를 아프리카에서 촬영한 것은 1997년 개봉한 최민수, 이영애 주연의 인샬라 이후 24년 만으로, 모든 촬영을 진행하는, 이른바 올로케이션으로는 처음이다. 이슬람 문화권으로 소말리아와 비슷한 환경에, 안정적 치안과 촬영 인프라가 촬영지 선택 이유로 고려되었다.
2021년 8월 6일 뉴욕아시안영화제 초청과 동시에 북미(미국·캐나다)에서 개봉하였으며, 전 세계 50여개 국에서 동시 개봉한 바 있다.
대한민국 개봉 17일째인 8월 13일 정오, 코로나19 범유행이 계속되는 가운데, 2021년 개봉작 중 대한민국 영화로는 처음으로 누적 관객 수 200만 명을 넘어섰다.

## 줄거리
1991년, 소말리아는 시아드 바레 정부와 마하메드 파라 아이디드가 이끄는 반군 간의 내전으로 황폐해진다. 한편, 남북한 대사관은 모두 유엔 가입을 위해 로비 활동을 벌이며 소말리아 정부의 지지를 기대하고 있다. 한신성 주남한 대사가 바레 대통령과의 만남을 방해한 림용수 주북한 대사를 호텔에서 대면하는 가운데, 반군이 모가디슈에 진입했음을 알게 된다.
충돌이 발생하자 아이디드는 자신을 지지하지 않는 대사관들을 위협한다. 남북한 모두 즉시 소말리아를 떠나야 한다는 것을 깨닫는다. 한신성과 김대진 정보관은 공항으로 향하지만, 공식 서류가 없어 돌려보내진다. 마찬가지로 북한 측도 공항에 도착하지 못하고 돌려보내진다. 절망에 빠진 북한 정보관 태준기는 남한 측을 방해하기 위해 고용했던 반군에게 도움을 청하지만, 반군은 오히려 그를 배신하고 대사관을 약탈한다. 림용수는 중국 대사관으로 철수를 지시하지만, 그곳은 이미 버려지고 약탈당한 상태였다. 그들은 아동 병사들에게 발각되고, 북한 측은 죽은 척하다가 도주한다. 남한 대사관 바로 밖에서 림용수는 피난처를 달라고 소리치고, 태준기는 평양시에서 배신자로 불릴 것이라며 반대한다. 그때 반군 무리가 접근하지만 대사관 경비병에게 격퇴된다. 위험에 처한 북한 측을 본 한신성은 그들을 모두 안으로 들여보낸다.
의심 많은 북한 측은 남한 측이 준비한 음식을 먹으려 하지 않지만, 한신성이 자신의 밥그릇을 림용수의 밥그릇과 바꾸어 먹으며 안심시킨다. 김대진은 선전의 기회라고 생각하고 은밀히 식사 사진을 찍고 북한 측의 외교관 여권을 훔쳐 망명 증명서를 만들려 하지만, 태준기에게 발각되어 주먹다짐으로 이어진다. 림용수와 한신성은 그들을 떼어놓고 탈출을 위해 정치적 차이를 제쳐두어야 할 필요성을 강조한다. 미국과 중국 모두 이미 떠난 상황에서, 두 대사는 남아 있는 다른 동맹국들에게 도움을 청하기로 합의한다. 북한 측은 이집트 대사관에서 거부당하지만, 남한 측은 이탈리아 대사관으로부터 적십자 소개 비행기를 타고 케냐로 갈 수 있다는 정보를 얻는다. 그러나 북한 측은 이탈리아와 북한이 외교 관계가 없기 때문에 함께 갈 수 없었다. 한신성은 북한 측이 망명하는 것이라고 거짓말하여 이탈리아 대사를 설득한다.
한국인들은 흙주머니와 책으로 자동차를 방탄으로 만들고, 옷으로 백기를 만든다. 차량 행렬은 살라트 시간에 출발하여 반군이 기도하는 동안 무사히 지나갈 수 있었다. 소말리아 군 검문소에서 선두 차량을 운전하던 김대진은 사령관과 통과를 협상하지만, 마지막 차량을 운전하던 한신성의 비서는 창문 밖으로 백기를 내민다. 경비병들은 깃대 막대를 총으로 착각하고 한국인들에게 발포하기 시작하여 그들은 후퇴할 수밖에 없었다. 이미 소말리아 군의 추격을 받던 차량 행렬은 반군 무리와 마주쳤고, 그들 또한 추격에 나섰다. 결국 한국인들은 소말리아 군과 반군이 후퇴하자 이탈리아 대사관 바로 앞에 도착한다. 이탈리아 군인들이 문을 열고 한국인들을 보호한다. 차량 행렬에서 떨어져 가장 늦게 도착했던 태준기는 추격 중에 총에 맞아 사망하고, 이탈리아 대사관 안에 묻힌다.
다음 날, 한국인들은 케냐행 비행기에 탑승한다. 착륙하자 한신성은 양측 모두 각자의 대표단을 기다리고 있음을 깨닫는다. 림용수와 한신성은 함께 보이는 것을 피해야 한다고 결론 내린다. 왜냐하면 어느 나라도 그들의 경험을 믿지 않고 오히려 그들을 처벌할 것이기 때문이다. 승객들이 비행기에서 내리자, 외교관들은 서로 작별 인사를 나눈 후 각자의 대표단에 합류하기 위해 즉시 원래 그룹으로 나뉘어 반대 방향으로 가는 버스에 탑승한다.

## 캐스팅
- 김윤석: 한신성 역(실존인물: 강신성)
- 조인성: 강대진 역
- 허준호: 림용수 역(실존인물: 김용수)
- 구교환: 태준기 역(실존인물: 태준기)
- 김소진: 김명희 역
- 정만식: 공수철 역
- 김재화: 조수진 역
- 박경혜: 박지은 역
- 박명신: 배영숙 역
- 한철우: 채강식 역
- 주보비: 백화시 역
- 안세호: 장리철 역
- 이진희: 원미숙 역
- 최경훈: 량형곤 서기관 역
- 이화정: 장윤화 역
- 정병두: 리철진 무관 역
- 이나연: 채민서 역
- 김동화: 량효민 역
- 장지후: 림지후 역
- 유연석: 장한준 역
- 앤드류 나간가 키마니: 솨마 역
- 피터 카와: 칼릴 역
- 알렉스 키누시아 무티가: 핫산 역
- 윤경호: 안기부 요원 역

## 수상목록
- 2021년 제30회 부일영화상 최우수 작품상(모가디슈)
- 2021년 제30회 부일영화상 각본상(이기철, 류승완)
- 2021년 제30회 부일영화상 촬영상(최영환)
- 2021년 제30회 부일영화상 음악상(방준석)
- 2021년 제30회 부일영화상 남자 올해의 스타상(조인성)
- 2021년 제42회 청룡영화상 최우수 작품상(모가디슈)
- 2021년 제42회 청룡영화상 감독상(류승완)
- 2021년 제42회 청룡영화상 미술상(김보묵)
- 2021년 제42회 청룡영화상 최다관객상(모가디슈)
- 2022년 제58회 백상예술대상 영화부문 작품상(모가디슈)
- 2022년 제58회 백상예술대상 영화부문 예술상(최영환 촬영감독)
- 2022년 제58회 백상예술대상 영화부문 대상(류승완)
- 2022년 춘사영화제 기술상 (최영환)

## 같이 보기
- 대한민국의 아카데미 국제영화상 출품작